# Lineage 2
Lineage 2, pogosto kar L2, je MMORPG internetna igra podjetja NCSoft, ki je izšla 1. oktobra 2003 v Južni Koreji, v Ameriki in Evropi pa 27. aprila 2004. Mesečna naročnina za igro je bila 12.99€ vse od izida pa do 30. oktobra 2011, ko je Lineage 2 postala brezplačna (free-to-play). Vsa vsebina igre je sedaj brezplačna, po izbiri pa lahko igralci kupijo predmete, ki jih lahko uporabijo v igri, v tako imenovanem "L2 Store-u".Lineage.
NCSoft stoji tudi za drugimi znanimi igrami, kot so Guild Wars, Aion, City of Heroes, prihajajoči Guild Wars 2 ter predhodnikom Lineage 2, Lineage.

## Igra

### Ustvarjanje junaka in igranje
Ko se igralec prijavi s svojim uporabniškim računom, mora izbrati strežnik, na katerem želi ustvariti svojega junaka. Trenutno je za igralce odprtih 5 igralnih strežnikov: Chronos, Naia, Shilen, Magmeld in Bartz. Na vsakem strežniku je možno ustvariti 7 junakov (skupno 35). Igralec mora svojemu junaku izbrati ime, obrazne poteze, spol, raso ter red(Class). Od razširitve Goddes of Destruction vsak nov igralec igro začne na otoku poimenovanem Talking Island na stopnji 1. Vsem novincem skozi serijo nalog (Quest]]) pomaga vadnica (Tutorial). Pri tem se seznanijo z uporabniškim vmesnikom, osnovnimi akcijami v igri ter interakcijami z ostalimi igralci in ne-igralci (non-player characters ali NPC). Junak z bojevanjem proti pošastim in opravljanjem nalog dobiva izkušnje (Experiance points ali EXP) in veščinske točke (Skill points ali SP), ki jih uporabi za učenje novih veščin. Veščine se junak lahko nauči, ko doseže neko stopnjo. Pri stopnji 20, 40, 76 in 85 junak prejme naloge za spremembo reda (Class change). Ko nalogo opravi, se lahko uči nove veščine in tako lažje pridobiva stopnje.

### Oprema (Equipment)

#### Razredi (Grade)
Vsa oprema v igri L2 se deli na razrede. Z opremo brez razreda (No Grade) lahko opremimo vse junake. Junaki ki so dosegli stopnjo 20 lahko nosijo opremo razreda D (D Grade). Ko junak doseže stopnjo 40 mu lahko opremimo razred C (C Grade). Razred B (B Grade) dosežemo pri stopnji 52, razred A (A Grade) pa pri 61. Pri stopnji 76 lahko junak nosi razred S (S Grade), razred S80 (S80 Grade) pri stopnji 80, razred R (R Grade) pri 85, razred R95in 99 pa pri stopnji 95 in 99. Med opremo stejemo oklep, orožje ter vse ostalo kar lahko opremimo junaku.

## Rase in redi

### Rase
Trnutno lahko igralci izbirajo med 6 rasami: Ljudje (Human), Vilini (Elf), temni Vilini (Dark Elf), Orki (Orc), Škrati (Dwarf) ter Varuhi (Kamael). Vsaka rasa ima tudi svoje mesto. Pred razširitvijo Goddess of Destruction je igralec glede na raso začel v različnih začetnih mestih. Ljudje so igro začeli na otoku Talking Island, Vilinci v mestu Elven Villige, temni Vilinci v mestu Dark Elven Villige, Orki v mestu Ork Villige, Škrati v mestu Dwarven Villige, Kamaeli pa v mestu Kamael Villige. Vsaka rasa ima različne vrednosti osnovnih lastnosti. Škrati imajo veliko življenjskih (hit-points ali HP) in magičnih točk (magic-points ali MP), temni Vilinci imajo veliko moč napada (strength ali STR), Vilinci imajo manjšo moč napada vendar visoko gibčnost (dexterity ali DEX), Orki imajo veliko življenjskih točk in visoko moč napada, vendar so počasni, Varuhi imajo visoko gibčnost in moč napada, vendar malo življenjskih točk, Ljudje pa imajo vse lastnosti uravnotežene.

### Redi
V Lineage 2 lahko igralec izbira med več kot 30 redi., ki jih lahko združimo v 8 kategorij: Vitez(Knight), Bojevnik(Warrior), Lopov(Rogue), Lokostrelec(Archer), Čarovnik(Wizard), Uročnik(Enchanter), Klicalec(Summoner) in  Zdravilec(Healer). Po opravljeni nalogi pri stopnji 85 nastopi prebujenje(Awakening). Vsi redi ki spadajo pod isto kategorijo postanejo enaki. Delijo si enake veščine, razlikujejo se le po osnovnih lastnostih ki so edinstvene za vsako raso. 

#### Vitez
Redi kategorije vitez so tanki, kar pomeni da držijo pozornost pošasti, med tem ko jo drugi napadajo. Imajo veliko življenjskih točk in visoko telesno obrambo (Physical defence ali P.DEF), zato lahko prejmejo veliko točk škode (damage points ali DMG). Uporabljajo sablje in ščite.
| Stopnja             | Human Knights                | Elven Knights | Dark Elven Knights |
| ------------------- | ---------------------------- | ------------- | ------------------ |
| 1 - 19              | Human Fighter                | Elven Fighter | Dark Fighter       |
| 20 - 39             | Human Knight                 | Elven Knight  | Palus Knight       |
| 40 - 75             | Paladin / Dark Avanger       | Temple Knight | Shillien Knight    |
| 76 - 84             | Phoenix Knight / Dark Knight | Eva's Templar | Shillien Templar   |
| Prebujenje: 85 - 99 | Sigel Knight                 | Sigel Knight  | Sigel Knight       |

#### Bojevnik
Rede kategorije Bojevnik velikokrat zamenjajo za tanke, čeprav jih štejemo med delilce škode(damage dealer ali DD). Kljub temu, da Čarovniki, Lopovi in Lokostrelci delajo več škode, so Bojevniki ključnega pomena, saj lahko povzročijo veliko zmedo med nasprotniki, ko se spustijo v boj. Uporabljajo kladiva, dvojne sablje (Dual swords, v vsaki roki ena sablja), dvo-ročne sablje(Two-handed Sword, sablja, ki jo drži z dvema rokama), sablje, helebarde in ščite.
| Stopnja             | Human Warriors        | Dwarven Warriors | Orc Warriors           | Kamael Warriors |
| ------------------- | --------------------- | ---------------- | ---------------------- | --------------- |
| 1 - 19              | Human Fighter         | Dwarven Fighter  | Orc Fighter            | Male Soldier    |
| 20 - 39             | Warrior               | Artisan          | Orc Raider / Monk      | Trooper         |
| 40 - 75             | Warlord / Gladiator   | War Smith        | Destroyer / Tyrant     | Berserker       |
| 76 - 84             | Dreadnought / Duelist | Maestro          | Titan / Gran Khavatari | Doombringer     |
| Prebujenje: 85 - 99 | Tyrr Warrior          | Tyrr Warrior     | Tyrr Warrior           | Tyrr Warrior    |

#### Lopov
Lopovi so mojstri senc. Lahko se skrijejo in neopazno hodijo med nasprotniki, ter delajo veliko škode. Uporabljajo bodala. Imajo visoko hitrost napada(Attack speed) in delež kritičnih napadov (Critical rate). Kritični napadi naredijo 3 do 4-krat več točk škode kot navadni napad. So najbolj iskani delilci škode.
| Stopnja             | Human Rogues    | Elven Rogues  | Dark Elven Rogues | Dwarven Rogues  |
| ------------------- | --------------- | ------------- | ----------------- | --------------- |
| 1 - 19              | Human Fighter   | Elven Fighter | Dark Fighter      | Dwarven Fighter |
| 20 - 39             | Rogue           | Elven Scout   | Assassin          | Scavenger       |
| 40 - 75             | Treasure Hunter | Plains Walker | Abyss Walker      | Bounty Hunter   |
| 76 - 84             | Adventurer      | Wind Rider    | Ghost Hunter      | Fortune Seeker  |
| Prebujenje: 85 - 99 | Othell Rogue    | Othell Rogue  | Othell Rogue      | Othell Rogue    |

#### Lokostrelec
Lokostrelci uporabljajo lok. Napadajo iz razdalje in so dobri delilci škode zaradi velikih kritičnih napadov. Pri visokih stopnjah so zelo iskani za igranje v skupinah(Party). Lokostrelci rase Varuh uporabljajo samostrele.
| Stopnja             | Human Rogues  | Elven Rogues       | Dark Elven Rogues | Kamael Archer  |
| ------------------- | ------------- | ------------------ | ----------------- | -------------- |
| 1 - 19              | Human Fighter | Elven Fighter      | Dark Fighter      | Female Soldier |
| 20 - 39             | Rogue         | Elven Scout        | Assassin          | Warden         |
| 40 - 75             | Hawkeye       | Silver Ranger      | Phantom Ranger    | Arbalester     |
| 76 - 84             | Sagittarius   | Moonlight Sentinel | Ghost Sentinel    | Trickster      |
| Prebujenje: 85 - 99 | Yul Archer    | Yul Archer         | Yul Archer        | Yul Archer     |

#### Čarovniki
Čarovniki delijo škodo s čarobnimi napadi(Magical Attack) . Štejemo jih med močne delilce škode. Vsaka rasa ima napade različnih elementov(Voda, Ogenj, Zrak). Uporabljajo sablje, palice (eno ali dvo-ročne) in ščit. 
| Stopnja             | Human Wizards          | Elven Wizards | Dark Elf Wizards | Kamael Wizards   |
| ------------------- | ---------------------- | ------------- | ---------------- | ---------------- |
| 1 - 19              | Human Mystic           | Elven Mystic  | Dark Mystic      | Kamael Soldier   |
| 20 - 39             | Human Wizard           | Elven Wizard  | Dark Wizard      | Warder / Trooper |
| 40 - 75             | Sorcerer / Necromancer | Spellsinger   | Spellhowler      | Soul Breaker     |
| 76 - 84             | Archmage / Soultaker   | Mystic Muse   | Storm Screamer   | Soul Hound       |
| Prebujenje: 85 - 99 | Feoh Wizard            | Feoh Wizard   | Feoh Wizard      | Feoh Wizard      |

#### Uročnik
Uročniki imajo posebne veščine, ki izboljšajo sposobnosti junakov, lahko pa tudi zdravijo. Brez njih bi bilo premagovanje nasprotnikov in pridobivanje izkušenj nemogoče. So pomemben člen vsake skupine. Human Enchanter in Orc Enchanter uporabljata enaka orožja kot Čarovniki.  Elven Enchanter, Dark Elf Enchanter in Kamael Enchanter pa uporabljajo sablje, saj so v osnovi Bojevniški red.
| Stopnja             | Human Enchanters | Elven Enchanters | Dark Elf Enchanters | Orc Enchanters        | Kamael Enchanters |
| ------------------- | ---------------- | ---------------- | ------------------- | --------------------- | ----------------- |
| 1 - 19              | Human Mystic     | Elven Fighter    | Dark Fighter        | Orc Mystic            | /                 |
| 20 - 39             | Cleric           | Elven Knight     | Paulus Knight       | Orc Shaman            | /                 |
| 40 - 75             | Prophet          | Swordsinger      | Bladedancer         | Overlord / Warcryer   | Inspectorr        |
| 76 - 84             | Hierophant       | Sword Muse       | Spectral Dancer     | Dominator / Doomcryer | Judicator         |
| Prebujenje: 85 - 99 | Iss Enchanter    | Iss Enchanter    | Iss Enchanter       | Iss Enchanter         |                   |

#### Klicalec
Klicalci lahko prikličejo živali in služabnike(Servitor), ki jim pomagajo v bitkah. Imajo tudi veščine, ki izboljšajo sposobnosti junakov v skupini. Priklicani pomočniki so močni, zato lahko Klicalci igrajo solo, brez pomoči drugih.
| Stopnja             | Human Enchanters | Elven Enchanters   | Dark Elf Enchanters |
| ------------------- | ---------------- | ------------------ | ------------------- |
| 1 - 19              | Human Mystic     | Elven Mystic       | Dark Mystic         |
| 20 - 39             | Human Wizard     | Elven Wizard       | Dark Wizard         |
| 40 - 75             | Warlock          | Elemental Summoner | Phantom Summoner    |
| 76 - 84             | Arcana Lord      | Elemental Master   | Spectral Master     |
| Prebujenje: 85 - 99 | Wynn Summoner    | Wynn Summoner      | Wynn Summoner       |

#### Zdravilec
Zdravilci so najpomembnejši člen pri skupinskem igranju. Brez njih ubijanje šefov(Raid boss) ni mogoče, saj tanki potrebujejo zdravljenje, da lahko držijo pozornost šefov na sebi.Tudi ubijanje močnejših nasprotnikov na območjih za višje stopnje (80+) ni mogoče brez zdravljenja.
| Stopnja             | Human Healers | Elven Healers | Dark Elf Healers |
| ------------------- | ------------- | ------------- | ---------------- |
| 1 - 19              | Human Mystic  | Elven Mystic  | Dark Mystic      |
| 20 - 39             | Cleric        | Elven Oracle  | Shillien Oracle  |
| 40 - 75             | Bishop        | Elven Elder   | Shillien Elder   |
| 76 - 84             | Cardinal      | Eva's Saint   | Shillien Saint   |
| Prebujenje: 85 - 99 | Aeore Healer  | Aeore Healer  | Aeore Healer     |

## Sistemske zahteve
- Microsoft Windows:
- Windows XP, Windows Vista ali Windows 7 (32-bit podpora, 64-bit uradno ni podprt)
- Intel Pentium 4 3.0 GHz enakovreden ali boljši
- 1 GB ali več RAM
- NVIDIA Geforce 6600GT ali ATI Radeon x1600 Pro 256MB grafično kartico ali boljšo
- 20 GB nezasedenega prostora ali več
- DirectX 9.0c ali višji
- Širokopasovna internetna povezava[13]